# Jakov Orfelin
Jakov Orfelin (en serbe cyrillique : Јаков Орфелин ; né au milieu du XVIIIe siècle à Vukovar ou à Sremski Karlovci et mort le 20 octobre 1803) est un peintre serbe baroque. Il a réalisé des iconostases pour les églises de la Bačka et de la Syrmie et aussi quelques portraits.
Il est le neveu du peintre, graveur et écrivain Zaharije Orfelin.

## Biographie
Jakov Orfelin a reçu sa première éducation artistique de son oncle Zaharije Orfelin, avec lequel il collaborera plus tard. En 1766, il suit à Vienne les cours de l'académie baroque de Jakob Schmutzer[réf. nécessaire]. En 1780-1781, il collabore avec Teodor Kračun à la peinture de l'iconostase de la cathédrale Saint-Nicolas de Sremski Karlovci, réalisation considérée par l'Académie serbe des sciences et des arts comme « un sommet de la peinture baroque en Voïvodine ».

## Œuvres
Iconsostases

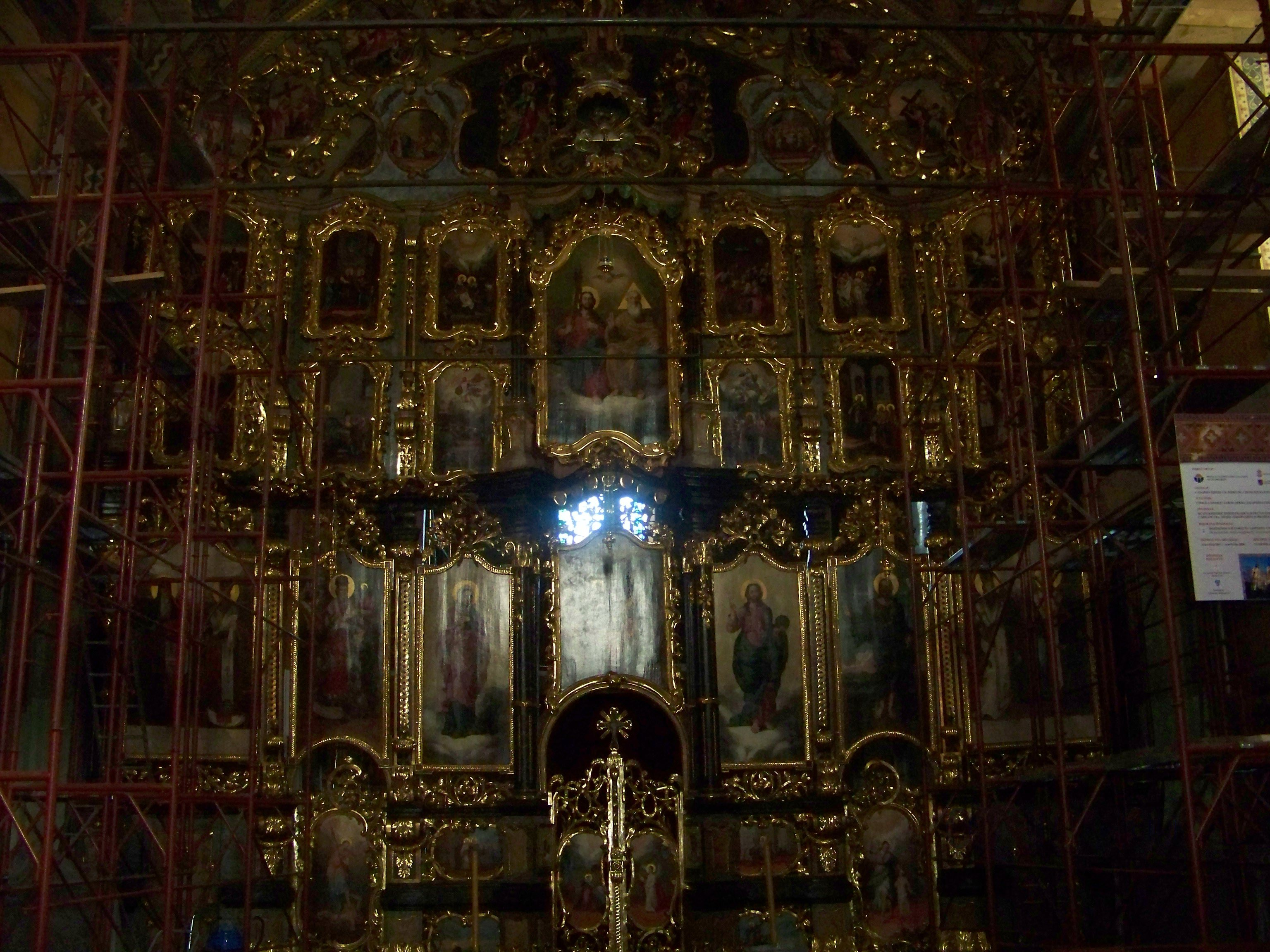
L'iconostase de la cathédrale Saint-Nicolas de Sremski Karlovci

- 1773 : l'iconostase de l'église Saint-Nicolas de Kikinda, parfois attribuée à Teodor Ilić Češljar[4] ;
- 1774 : la première iconostase de l'église du monastère de Grgeteg[5] ;
- 1776 : l'iconostase de l'église Saint-Sava de Maradik[6] ;
- 1778 : l'iconostase de l'église de la Transfiguration d'Obrež[7] ;
- 1780 : l'iconostase de l'église Saint-Luc de Kupinovo, attribuée à Jakov Orfelin[8] ;
- 1780-1781 : l'iconostase de la cathédrale Saint-Nicolas de Sremski Karlovci, en collaboration avec Teodor Kračun[3] ;
- 1788 : l'iconostase de l'église Saint-Théodore-Tiron d'Irig[9] ;
- 1790 : l'iconostase de l'église de la Présentation-de-la-Mère-de-Dieu-au-Temple de Stapar[10] ;
- 1792 : l'iconostase de l'église Saint-Georges de Ratkovo[11] ;
- 1793 : l'iconostase de l'église Saint-Gabriel (Saint-Michel) de Veliki Radinci[12] ;
- 1794 : l'iconostase de l'église Saint-Nicolas de Kraljevci[13] ;
- 1797 : l'iconostase de l'église Saint-Georges de Jarak, en collaboration avec Stefan Gavrilović[14] ;
- 1802 : l'iconostase de l'église du monastère de Bezdin près d'Arad.

Portraits
- Portrait de Joan Haranitovič, prêtre à Kraljevci
- Portrait de Marta Tekelija, avant 1791, Galerie de la Matica srpska[15]

Autre
Jakov Orfelin a réalisé l'illustration de l'Istorija raznih slovenskih narodov, najpače Bolgar, Horvatov i Serbov (Histoire de divers peuples slaves, notamment les Bulgares, les Croates et les Serbes) de Jovan Rajić, publié pour la première fois en 1768 et dans une édition en quatre volumes en 1794-1795.